# Palazzo del Fascio (Potenza)
Il palazzo del Consiglio Comunale è un edificio storico di Potenza situato nel centro della città, in piazza Matteotti.

## Storia
L'antico edificio, ormai non più esistente, risaliva al XV secolo. Esso accoglieva la cappella di San Nicola, che venne successivamente sconsacrata. L'edificio venne trasformato in un teatro dedicato all'omonimo santo. Durante il ventennio fascista la struttura venne abbattuta, sostituita da un edificio in stile neoclassico volto ad ospitare la sede locale del Partito Nazionale Fascista. Tale nuovo edificio è ad oggi la sede del Consiglio comunale di Potenza.

## Beni artistici
Il palazzo conserva gli ultimi resti di un'altra antica cappella che si trovava lì: la cappella della Madonna del Carmine, sconsacrata nel 1850. Unica traccia della cappella è una colonna a fusto liscio, sormontata da un putto con le mani giunte a preghiera, il quale è coronato da due anelli concentrici di foglie e un capitello ornato da foglie con volute.